# Phytoliriomyza intermedia
Phytoliriomyza intermedia är en tvåvingeart som beskrevs av Spencer 1985. Phytoliriomyza intermedia ingår i släktet Phytoliriomyza och familjen minerarflugor.
Artens utbredningsområde är Kenya. Inga underarter finns listade i Catalogue of Life.